# Liste der Baudenkmäler in Marktbergel
Auf dieser Seite sind die Baudenkmäler in dem mittelfränkischen Markt Marktbergel zusammengestellt. Diese Tabelle ist eine Teilliste der Liste der Baudenkmäler in Bayern. Grundlage ist die Bayerische Denkmalliste, die auf Basis des Bayerischen Denkmalschutzgesetzes vom 1. Oktober 1973 erstmals erstellt wurde und seither durch das Bayerische Landesamt für Denkmalpflege geführt wird. Die folgenden Angaben ersetzen nicht die rechtsverbindliche Auskunft der Denkmalschutzbehörde.

## Baudenkmäler nach Gemeindeteilen

### Marktbergel
| Lage                              | Objekt                                                              | Beschreibung | Akten-Nr.               | Bild           |
| --------------------------------- | ------------------------------------------------------------------- | --- | ----------------------- | -------------- |
| Am Niederhof 1 (Standort)         | Ehemaliges Wohnstallhaus                                            | Eingeschossiger Satteldachbau, Fachwerk, Mitte 19. Jahrhundert | D-5-75-143-1            | weitere Bilder |
| Am Niederhof 2 (Standort)         | Wohnstallhaus                                                       | Eingeschossiger Satteldachbau, Fachwerk, im Kern 1553/54 (dendrochronologisch datiert), Fachwerkgiebel 18./19. Jahrhundert. | D-5-75-143-2            | weitere Bilder |
| Am Niederhof 5 (Standort)         | Evangelisch-lutherische Nebenkirche Sankt Kilian                    | Saalbau, dreigeschossiger Sandsteinquaderturm mit Pyramidendach und Gurtgesimsen, 13. Jahrhundert, Langhaus und Polygonalchor mit Satteldach, Mitte 14. Jahrhundert, verändert bezeichnet „1805“, mit Ausstattung.                                                                                              | D-5-75-143-3            | weitere Bilder |
| Ansbacher Straße 1 (Standort)     | Rathaus                                                             | Zweigeschossiger Walmdachbau mit Fledermausgauben und verputztem Fachwerkobergeschoss, 1724. | D-5-75-143-4            | weitere Bilder |
| Ansbacher Straße 4 (Standort)     | Wohnhaus                                                            | Zweigeschossiger, traufständiger Krüppelwalmdachbau mit Fachwerkobergeschoss und zweiflügliger, beschnitzter Haustür, bezeichnet „1845“. | D-5-75-143-5            | weitere Bilder |
| Ansbacher Straße 6, 8 (Standort)  | Ehemaliges Brauereigasthaus                                         | Zweigeschossiger Krüppelwalmdachbau mit Fledermausgauben, Fachwerkobergeschoss, Hausteinrahmungen und Durchfahrt, vorgelagert zweiläufige Außentreppe, bezeichnet „1816“. | D-5-75-143-6            | weitere Bilder |
| Ansbacher Straße 9 (Standort)     | Wohnstallhaus                                                       | Eingeschossiger, giebelständiger Fachwerkbau mit Mansardkrüppelwalmdach und Giebelgauben, erste Hälfte 19. Jahrhundert. | D-5-75-143-7            | weitere Bilder |
| Ansbacher Straße 10 (Standort)    | Wohnhaus                                                            | Traufständiger, zweigeschossiger Krüppelwalmdachbau mit Fachwerkobergeschoss und Hausteinrahmung im Erdgeschoss, bezeichnet „1843“. | D-5-75-143-8            | weitere Bilder |
| Ansbacher Straße 12 (Standort)    | Wohnhaus                                                            | Zweigeschossiger, giebelständiger Krüppelwalmdachbau, verputztes Fachwerkobergeschoss, modern bezeichnet „1820“. | D-5-75-143-9            | weitere Bilder |
| Ansbacher Straße 13 (Standort)    | Wohnhaus                                                            | Eingeschossiger Mansardwalmdachbau mit Hausteinrahmungen, bezeichnet „1799“. | D-5-75-143-10           | weitere Bilder |
| Ansbacher Straße 18 (Standort)    | Wohnhaus                                                            | Zweigeschossiger, giebelständiger Satteldachbau mit östlichem Krüppelwalm, Fachwerkobergeschoss, ehemals bezeichnet „1838“. | D-5-75-143-11           | weitere Bilder |
| Ansbacher Straße 22 (Standort)    | Wohnhaus                                                            | Eingeschossiger, auf hohem Sockel giebelständig liegender Mansardwalmdachbau, Fachwerk, zweites Viertel 19. Jahrhundert. | D-5-75-143-12           | weitere Bilder |
| Ansbacher Straße 22 (Standort)    | Scheune                                                             | Eingeschossiger Satteldachbau, Fachwerk, Mitte 19. Jahrhundert. | D-5-75-143-12 zugehörig | BW             |
| Dürrbachstraße 6 (Standort)       | Wohnstallhaus                                                       | Zweigeschossiger Satteldachbau mit Fachwerkobergeschoss, erste Hälfte 19. Jahrhundert. | D-5-75-143-13           | weitere Bilder |
| Dürrbachstraße 6 (Standort)       | Nebengebäude                                                        | Eingeschossiger Satteldachbau mit Fachwerkgiebel, Mitte 19. Jahrhundert. | D-5-75-143-13 zugehörig | weitere Bilder |
| Dürrbachstraße 6 (Standort)       | Scheune                                                             | Eingeschossiger Satteldachbau, Sandsteinquader, Mitte 19. Jahrhundert. | D-5-75-143-13 zugehörig | BW             |
| Herrengasse 1 (Standort)          | Ehemaliges Wohnstallhaus                                            | Eingeschossiger Fachwerkbau mit Mansardhalbwalmdach und profilierten Giebelbalken, Mitte 19. Jahrhundert. | D-5-75-143-14           | weitere Bilder |
| Kirchstraße 2 (Standort)          | Wohnhaus                                                            | Eingeschossiger, giebelständiger Fachwerkbau mit Krüppelwalmdach, erste Hälfte 19. Jahrhundert. | D-5-75-143-15           | weitere Bilder |
| Kirchstraße 4 (Standort)          | Wohnhaus                                                            | Eingeschossiger, giebelständiger Fachwerkbau mit Satteldach, erste Hälfte 19. Jahrhundert. | D-5-75-143-16           | weitere Bilder |
| Kirchstraße 4 (Standort)          | Nebengebäude                                                        | Eingeschossiger, giebelständiger und schmaler Fachwerkbau mit Satteldach, erste Hälfte 19. Jahrhundert. | D-5-75-143-16 zugehörig | weitere Bilder |
| Kirchstraße 4 (Standort)          | Scheune                                                             | Scheune, eingeschossiger Fachwerkbau mit Satteldach, Mitte 19. Jahrhundert. | D-5-75-143-16 zugehörig | weitere Bilder |
| Kirchstraße 21 (Standort)         | Wohnstallhaus                                                       | Eingeschossiger Krüppelwalmdachbau mit verputztem Fachwerk, erste Hälfte 19. Jahrhundert. | D-5-75-143-18           | weitere Bilder |
| Kirchstraße 22 (Standort)         | Ehemalige Schule                                                    | Zweigeschossiger, giebelständiger Walmdachbau, straßenseitig mit Krüppelwalm, Sandsteinquader im Erdgeschoss und Fachwerkobergeschoss, erste Hälfte 19. Jahrhundert. | D-5-75-143-19           | weitere Bilder |
| Kirchstraße 24 (Standort)         | Evangelisch-lutherische Pfarrkirche Sankt Veit                      | Saalkirche, viergeschossiger Westturm mit Pyramidendach und Gurtgesimsen, um 13./14. Jahrhundert, Polygonalchor mit Strebepfeilern, 15. Jahrhundert, Langhaus mit Satteldach und Hausteinrahmungen mit Keilstein, von Johann Löscher 1753–54, mit Ausstattung                                                   | D-5-75-143-20           | weitere Bilder |
| Kirchstraße 22 (Standort)         | Kirchhofmauer                                                       | Mit spitzbogiger Durchfahrt und Pforte im Osten, spätmittelalterlich, Sandsteinquadermauer im Westen und Süden, bezeichnet „1870“. | D-5-75-143-20 zugehörig | weitere Bilder |
| Kirchstraße 26 (Standort)         | Wohnhaus                                                            | Zweigeschossiger Mansardwalmdachbau, womöglich verputztes Fachwerkobergeschoss, erdgeschossig Stichbogenöffnungen, Ende 18. Jahrhundert. | D-5-75-143-21           | weitere Bilder |
| Kirchstraße 27 (Standort)         | Wohnhaus                                                            | Zweigeschossiger, traufständiger Satteldachbau mit nördlichem Krüppelwalm, Fachwerkobergeschoss, Mitte 19. Jahrhundert. | D-5-75-143-22           | weitere Bilder |
| Kirchstraße 32 (Standort)         | Ehemaliges hohenecksches Amtshaus                                   | Zweigeschossiger, giebelständiger Satteldachbau, Fachwerkobergeschoss mit K-Streben und durchkreuzten Rauten, bezeichnet „1707“. | D-5-75-143-23           | weitere Bilder |
| Kirchstraße 32 (Standort)         | Scheune                                                             | Eingeschossiger Walmdachbau, Fachwerk, wohl 18. Jahrhundert. | D-5-75-143-23 zugehörig | weitere Bilder |
| Neudorfstraße 4 (Standort)        | Wohnhaus                                                            | Eingeschossiger, giebelständiger Fachwerkbau mit Satteldach, bezeichnet „1804“. | D-5-75-143-24           | weitere Bilder |
| Neudorfstraße 6 (Standort)        | Wohnhaus                                                            | Eingeschossiger, giebelständiger Satteldachbau, Fachwerk, Giebel mit Andreaskreuzen und profilierten Balken, 18. Jahrhundert. | D-5-75-143-25           | weitere Bilder |
| Neudorfstraße 8 (Standort)        | Scheune                                                             | Eingeschossiger Fachwerkbau mit Satteldach, 18./19. Jahrhundert. | D-5-75-143-25 zugehörig | weitere Bilder |
| Schmiedgasse 5 (Standort)         | Wohnhaus                                                            | Eingeschossiger, giebelständiger Satteldachbau mit südlichem Krüppelwalm, Fachwerk mit profilierten Giebelbalken, erste Hälfte 19. Jahrhundert. | D-5-75-143-26           | weitere Bilder |
| Westheimer Straße 4, 6 (Standort) | Wohnhaus                                                            | Eingeschossiger, giebelständiger Fachwerkbau mit Mansardkrüppelwalmdach, bezeichnet „1795“. | D-5-75-143-27           | weitere Bilder |
| Westheimer Straße 6 (Standort)    | Ehemalige Scheune                                                   | Eingeschossiger, giebelständiger Fachwerkbau mit Mansardkrüppelwalmdach, um 1800. | D-5-75-143-27 zugehörig | weitere Bilder |
| Würzburger Straße (Standort)      | Kriegerdenkmal für die Gefallenen des Ersten und Zweiten Weltkriegs | Zugang über halbelliptische Treppe, kräftiger Rundpfeiler mit kegelförmigen Abschluss, Pilastern und Steinreliefs, rückwärtig Mauer mit Inschriftentafeln, errichtet nach 1918, ergänzt nach 1945. | D-5-75-143-37           | weitere Bilder |
| Würzburger Straße 1 (Standort)    | Gasthaus Rotes Ross                                                 | Zweigeschossiger Fachwerkbau mit Mansardwalmdach, Erdgeschoss größtenteils massiv unterfangen mit Ecklisenen und Hausteinrahmungen, Ostwand mit aufwendig geschnitzten Hölzern, Andreaskreuzen und Fußbügen, 1585 (dendrochronologisch datiert), Erneuerung bezeichnet „1822“. Hoftor siehe Ansbacher Straße 2. | D-5-75-143-28           | weitere Bilder |
| Ansbacher Straße 2 (Standort)     | Hoftor                                                              | Spitzbogige Durchfahrt, ziegelgedeckt, wohl um 1600. | D-5-75-143-28 zugehörig | weitere Bilder |
| Würzburger Straße 3 (Standort)    | Wohnhaus                                                            | Zweigeschossiger, traufständiger Krüppelwalmdachbau mit Fachwerkobergeschoss, im Erdgeschoss Ecklisenen und Rahmungen aus Haustein, zweiflüglige Holztür, bezeichnet „1841“. | D-5-75-143-29           | weitere Bilder |
| Würzburger Straße 6 (Standort)    | Wohnhaus                                                            | Zweigeschossiger, traufständiger Krüppelwalmdachbau mit Fachwerkobergeschoss, im Erdgeschoss Ecklisenen und Rahmungen aus Haustein, bezeichnet „1840“. | D-5-75-143-30           | weitere Bilder |
| Würzburger Straße 8 (Standort)    | Wohnhaus                                                            | Zweigeschossiger, traufständiger Satteldachbau mit Fachwerkobergeschoss, im Erdgeschoss Eckvorlagen und Rahmungen aus Haustein, bezeichnet „1839“. | D-5-75-143-31           | weitere Bilder |
| Würzburger Straße 11 a (Standort) | Ehemaliges Brauereigasthaus Frankenhöhe                             | Zweigeschossiger Walmdachbau mit Fachwerkobergeschoss, im Erdgeschoss Hausteinrahmungen und zweiflüglige Holztür, bezeichnet „1828“. | D-5-75-143-32           | weitere Bilder |
| Würzburger Straße 15 (Standort)   | Wohnhaus                                                            | Zweigeschossiger, giebelständiger Satteldachbau mit östlichem Krüppelwalm und Fachwerkobergeschoss, erste Hälfte 19. Jahrhundert. | D-5-75-143-33           | weitere Bilder |
| Würzburger Straße 19 (Standort)   | Ehemaliges Wohnstallhaus                                            | Eingeschossiger Fachwerkbau mit Mansardkrüppelwalmdach und profilierten Giebelbalken, erste Hälfte 19. Jahrhundert. | D-5-75-143-35           | weitere Bilder |
| Würzburger Straße 21 (Standort)   | Ehemaliges Wohnstallhaus                                            | Eingeschossiger Satteldachbau, Fachwerkgiebel mit profilierten Balken, bezeichnet „1840“. | D-5-75-143-36           | weitere Bilder |

### Munasiedlung
| Lage                                                           | Objekt | Beschreibung | Akten-Nr.     | Bild |
| -------------------------------------------------------------- | --- | --- | ------------- | ---- |
| Munasiedlung-Housing 2, 4, 5, 7, 9, 9 a, 11, 11 a, 13, 13 a () | Ehemalige Offizierssiedlung                                                                                              | 7 eingeschossige Massivbauten mit Satteldächern, teils Einfamilienhäuser, teils Zweifamilienhäuser, 1936 | D-5-75-143-53 |      |
| Büttelberg-Halm-Kohlbrunnenschlag (Standort)                   | Grenzstein | Teil der Grenzsteinreihe der 1541 festgelegten Territorialgrenze zwischen den Markgrafentümern Brandenburg-Ansbach und Brandenburg-Kulmbach, rechteckiger, an den Seiten reliefierter Sandsteinpfeiler, gesetzt 1753 (teilweise im Gemeindegebiet von Oberdachstetten) | D-5-75-143-52 | BW   |
| Wolfsgarten (Standort)                                         | Ehemalige Fertigungsanlage der Lufthauptmunitionsanstalt 1/XIII Oberdachstetten für Flugabwehrmunition (Gebäude Nr. 116) | Eingeschossiger Hauptbau mit vier kreuzförmig angeordneten Flügelbauten und Verbindungsgängen, verputzte Eisenbeton-Skelettbauten mit Ziegelsteinausmauerung, nach Normentwurf der Munitionsabteilung im Heereswaffenamt, 1936/37.                                     | D-5-75-143-47 | BW   |

### Ottenhofen
| Lage                     | Objekt                                                        | Beschreibung | Akten-Nr.               | Bild           |
| ------------------------ | ------------------------------------------------------------- | --- | ----------------------- | -------------- |
| Ottenhofen 18 (Standort) | Wohnhaus                                                      | Zweigeschossiger Walmdachbau mit Fachwerkobergeschoss, Erdgeschoss mit Hausteinrahmungen und genuteten Ecklisenen, bezeichnet „1834“.                                                                                             | D-5-75-143-42           | weitere Bilder |
| Ottenhofen 20 (Standort) | Gasthaus zum Hirschen                                         | Zweigeschossiger Mansardwalmdachbau mit Giebel- und Fledermausgauben, Fachwerkobergeschoss, bezeichnet „1812“. | D-5-75-143-41           | weitere Bilder |
| Ottenhofen 45 (Standort) | Ehemalige Schmiede                                            | Zweigeschossiger Satteldachbau mit Fachwerkobergeschoss, erste Hälfte 19. Jahrhundert, vorgelagerter Beschlagplatz mit Walmdach, Holzkonstruktion mit profilierten Säulen und Kopfbügen, 18. Jahrhundert.                         | D-5-75-143-45           | weitere Bilder |
| Ottenhofen 45 (Standort) | Ehemalige Wehrmauer, heutige Friedhofsmauer                   | Breites Bruchsteinmauerwerk, im Südwesten spätgotisches Spitzbogentor, spätmittelalterlich, im Südosten Rundbogenportal der ehemals innerhalb der Einfriedung befindlichen Kirche, 12./13. Jahrhundert, in Mauer integriert 1911. | D-5-75-143-39           | weitere Bilder |
| Ottenhofen 70 (Standort) | Austragshaus                                                  | Eingeschossiger, giebelständiger Satteldachbau, Fachwerk, bezeichnet „1818“. | D-5-75-143-43           | weitere Bilder |
| Ottenhofen 70 (Standort) | Wohnhaus                                                      | Zweigeschossiger, giebelständiger Satteldachbau mit Eckquaderung, Gurtgesimsen und profilierten Rahmungen, bezeichnet „1904“. | D-5-75-143-43 zugehörig | weitere Bilder |
| In Ottenhofen (Standort) | Evangelisch-lutherische Pfarrkirche Sankt Gumbertus und Urban | Chorturmbau, eingeschossiges Langhaus mit Satteldach und Rundbogenfenstern, daran mit Pultdach angeschlossene Vorhalle und viergeschossiger Turm mit Pyramidendach, 1910, mit Ausstattung.                                        | D-5-75-143-38           | weitere Bilder |

## Ehemalige Baudenkmäler
In diesem Abschnitt sind Objekte aufgeführt, die früher einmal in der Denkmalliste eingetragen waren, jetzt aber nicht mehr. Objekte, die in anderem Zusammenhang – also z. B. als Teil eines Baudenkmals – weiter eingetragen sind, sollen hier nicht aufgeführt werden. Aktennummern in diesem Abschnitt sind ehemalige, jetzt nicht mehr gültige Aktennummern.

| Lage                                        | Objekt                | Beschreibung                                                                                                  | Akten-Nr.     | Bild           |
| ------------------------------------------- | --------------------- | --- | ------------- | -------------- |
| Marktbergel Kirchstraße 17 (Standort)       | Fachwerkhaus          | Eingeschossig, bezeichnet mit „1804“.                                                                         | D-5-75-143-17 | weitere Bilder |
| Marktbergel Würzburger Straße 18 (Standort) | Fachwerkpavillon      | im Garten | D-5-75-143-34 | BW             |
| Ottenhofen Ottenhofen 42 (Standort)         | Ehemaliges Pfarrhaus  | Zweigeschossiger Walmdachbau mit Fledermausgauben und verputztem Fachwerkobergeschoss, Mitte 19. Jahrhundert. | D-5-75-143-40 | weitere Bilder |
| Ottenhofen in Ottenhofen ()                 | Fachwerkwohnstallhaus | Eingeschossig, 17./18. Jahrhundert.                                                                           | D-5-75-143-44 |                |

## Abgegangene Baudenkmäler
In diesem Abschnitt sind Objekte aufgeführt, die früher einmal in der Denkmalliste eingetragen waren, jetzt aber nicht mehr existieren, z. B. weil sie abgebrochen wurden. Aktennummern in diesem Abschnitt sind ehemalige, jetzt nicht mehr gültige Aktennummern.

| Lage                                        | Objekt          | Beschreibung | Akten-Nr.     | Bild           |
| ------------------------------------------- | --------------- | --- | ------------- | -------------- |
| Marktbergel Würzburger Straße 18 (Standort) | Pfarrhaus       | Walmdachbau mit Fachwerkobergeschoss, 1718 (d). 2013–2014 abgerissen und durch Neubau ähnlicher Kubatur ersetzt. | D-5-75-143-34 | BW             |
| Ottenhofen Ottenhofen 31 (Standort)         | Kleinbauernhaus | Eingeschossiger Krüppelwalmdachbau, Fachwerk, ehemals bezeichnet „1801“, im Kern erste Hälfte 18. Jahrhundert.   | D-5-75-143-46 | weitere Bilder |